# René Sappin des Raynaud
René Sappin des Raynaud, né le 17 août 1878 à Gouzon (Creuse) et mort le 14 août 1951 à Boussac-Bourg (Creuse), est un architecte français.

## Biographie
Élie Gustave René Sappin des Raynaud appartient à une famille bourgeoise de la Creuse.
Il apprend son métier à Paris, à l'École spéciale d'architecture (1898-1903). Il s'établit ensuite à Montluçon.
En 1909, il épouse à Gouzon Madeleine Trébuchet.

## Réalisations

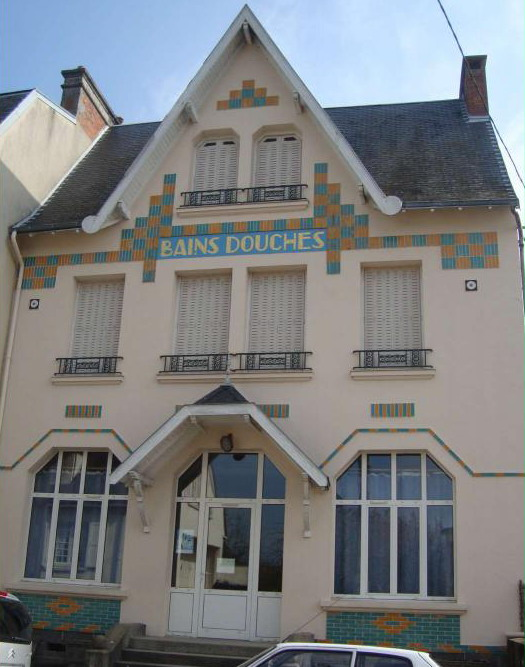
Bains-douches de Boussac

- Château et parc de la Louvière à Montluçon (1926-1953), MH.
- Hôtel de la Caisse d'épargne de La Souterraine[1], 16 boulevard Mestadier (1909).
- Hôtel particulier (devenu immeuble du Crédit agricole) à La Souterraine[2], 18 rue Saint-Jacques (1910).
- Château de Peufeilhoux à Vallon-en-Sully (Allier).
- Bains-douches publics, Boussac (Creuse) (1932).